# Nanceen Perry
Nanceen Lavern Perry, ameriška atletinja, * 19. april 1977, Fairfield, Teksas, ZDA.
Nastopila je na poletnih olimpijskih igrah leta 2000 ter osvojila bronasto medaljo v štafeti 4×100 m in se v teku na 200 m uvrstila v polfinale. Na svetovnih prvenstvih je osvojila četrto mesto v štafeti 4x100 m leta 1999.